# Manawatū-Whanganui
Manawatū-Whanganui, före 2019 stavat Manawatu-Wanganui, är en av Nya Zeelands regioner. Regionen är belägen på den södra delen av Nordön.

## Demografi
| Befolkningsutvecklingen i Manawatū-Whanganui 1991–2018 | Befolkningsutvecklingen i Manawatū-Whanganui 1991–2018 | Befolkningsutvecklingen i Manawatū-Whanganui 1991–2018 | Befolkningsutvecklingen i Manawatū-Whanganui 1991–2018 | Befolkningsutvecklingen i Manawatū-Whanganui 1991–2018 |
| ------------------------------------------------------ | ------------------------------------------------------ | ------------------------------------------------------ | ------------------------------------------------------ | ------------------------------------------------------ |
|                                                        |                                                        |                                                        |                                                        |                                                        |
| År                                                     |                                                        |                                                        | Folkmängd                                              |                                                        |
| 1991                                                   | 1991                                                   |                                                        | 224 760                                                |                                                        |
| 1996                                                   | 1996                                                   |                                                        | 228 771                                                |                                                        |
| 2001                                                   | 2001                                                   |                                                        | 220 089                                                |                                                        |
| 2006                                                   | 2006                                                   |                                                        | 222 423                                                |                                                        |
| 2013                                                   | 2013                                                   |                                                        | 222 672                                                |                                                        |
| 2018                                                   | 2018                                                   |                                                        | 238 797                                                |                                                        |
|                                                        |                                                        |                                                        |                                                        |                                                        |